# Václav Drchal
Václav Drchal (České Budějovice, 1999. július 25. –) cseh korosztályos válogatott labdarúgó, a Dynamo Dresden játékosa kölcsönben a Sparta Praha csapatától.

## Pályafutása

### Klubcsapatokban
2008 és 2016 között szülővárosa csapatában nevelkedett, majd innen került a Sparta Praha akadémiájára. Korosztályos szinten elért remek teljesítményeként 2018-ban az első csapat tagja lett. Január 8-án aláírt 2020 júniusáig. Február 24-én mutatkozott be a Slovácko csapata ellen góllal az 1–1-re végződő bajnoki mérkőzésen. A 2020-21-es szezont kölcsönben a Mladá Boleslav csapatánál töltötte.
2022. januárjában félévre kölcsönbe került a német Dynamo Dresden-hez.

### A válogatottban
Többszörös korosztályos válogatott játékos. 2021 márciusában bekerült Karel Krejčí U21-es labdarúgó-Európa-bajnokságra utazó keretébe.

## Statisztika
2022. január 3-i állapot szerint.
| Klub           | Szezon   | Bajnokság | Bajnokság | Kupa  | Kupa | Nemzetközi | Nemzetközi | Összesen | Összesen |
| Klub           | Szezon   | Mérk.     | Gól       | Mérk. | Gól  | Mérk.      | Gól        | Mérk.    | Gól      |
| -------------- | -------- | --------- | --------- | ----- | ---- | ---------- | ---------- | -------- | -------- |
| Sparta Praha   | 2017–18  | 3         | 1         | 0     | 0    | –          | –          | 3        | 1        |
| Sparta Praha   | 2018–19  | 10        | 3         | 2     | 1    | –          | –          | 12       | 4        |
| Sparta Praha   | 2019–20  | 3         | 0         | 0     | 0    | –          | –          | 3        | 0        |
| Sparta Praha   | 2021–22  | 4         | 2         | 2     | 2    | 2          | 0          | 8        | 4        |
| Sparta Praha   | Összesen | 20        | 6         | 4     | 3    | 2          | 0          | 26       | 9        |
| Mladá Boleslav | 2020–21  | 25        | 6         | 2     | 1    | –          | –          | 27       | 7        |
| Mladá Boleslav | Összesen | 25        | 6         | 2     | 1    | 0          | 0          | 27       | 7        |
| Dynamo Dresden | 2021–22  | 0         | 0         | 0     | 0    | –          | –          | 0        | 0        |
| Dynamo Dresden | Összesen | 0         | 0         | 0     | 0    | 0          | 0          | 0        | 0        |
| Összesen       | Összesen | 45        | 12        | 6     | 4    | 2          | 0          | 53       | 16       |